# Кубок Польши по футболу 2016/2017
Кубок Польши по футболу 2016/2017 — футбольный турнир среди польских клубов. К соревнованиям допускаются клубы Экстракласы, I и II лиг (определяющий сезон 2015/16), а также 16 победителей воеводских кубков. Всего в турнире участвуют 68 клубов. Проводится по системе с выбыванием начиная с первого предварительного раунда. Первая стадия турнира началась 16 июля 2016 года. В финале, который прошёл 2 мая 2017 года на Национальном стадионе (Варшава), встретились и. Со счётом победу одержала команда, выигравшая кубок в раз.

## Участники турнира
| Стартуют с 1/16 финала | Стартуют с Первого раунда | Стартуют с Предварительного раунда                                                                              | Стартуют с Предварительного раунда | Стартуют с Предварительного раунда |
| Экстракласа 2015/2016 16 команд | Первая лига 2015-16 12 команд (с 1 по 12) | Первая лига 2015-16 6 команд (с 13 по 18)                                                                       | Вторая лига 2015-16 18 команд | Победители воеводских кубков 16 команд |
| - Легия (Варшава) - Пяст (Гливице) - Заглембе (Любин) - Краковия - Лехия (Гданьск) - Погонь (Щецин) - Лех (Познань) - Рух (Хожув) - Висла (Краков) - Шлёнск (Вроцлав) - Ягеллония (Белосток) - Корона (Кельце) - Брук-Бет Термалица (Нецеча) - Гурник (Ленчна) - Гурник (Забже) - Подбескидзе (Бельско-Бяла) | - Арка (Гдыня) - Висла (Плоцк) - Заглембе (Сосновец) - GKS (Катовице) - Завиша (Быдгощ)1 - Хробры (Глогув) - Медзь (Легница) - Бытовия - Сандецья (Новы-Сонч) - Вигры (Сувалки) - Стомиль (Ольштын) - Хойничанка | - Олимпия (Грудзёндз) - Погонь (Седльце) - СК Ключборк - GKS (Белхатув) - Розвой (Катовице) - Дольцан (Зомбки)2 | - Сталь (Мелец) - Знич (Прушкув) - GKS (Тыхы) - Висла (Пулавы) - Ракув (Ченстохова) - Сярка (Тарнобжег) - Пуща (Неполомице) - Радомяк - Котвица (Колобжег) - Легионовия - Полония (Бытом) - Бленкитны (Старгард) - ФК ROW 1964 (Рыбник) - Олимпия (Замбрув) - Сталь (Сталёва-Воля) - Надвислян (Гура) - Грыф (Вейхерово) - Окоцимский (Бжеско)3 | - Медзь II (Легница) (Нижнесилезское воеводство) - Вда (Свеце) (Куявско-Поморское воеводство) - Хельмянка (Люблинское воеводство) - Стилон (Гожув-Велькопольски) (Любуское воеводство) - Лехия (Томашув-Мазовецкий) (Лодзинское воеводство) - Гарбарня (Краков) (Малопольское воеводство) - Свит (Новы-Двур-Мазовецки) (Мазовецкое воеводство) - Одра (Ополе) (Опольское воеводство) - СК Ярослав (Подкарпатское воеводство) - ŁKS (Ломжа) (Подляское воеводство) - Погонь (Лемборк) (Поморское воеводство) - GKS (Ястшембе) (Силезское воеводство) - KSZO (Островец-Свентокшиски) (Свентокшиское воеводство) - Роминта (Голдап) (Варминьско-Мазурское воеводство) - Влокнярж (Калиш) (Великопольское воеводство) - Свит (Сколвин) (Западно-Поморское воеводство) |

Источник: 90minut.pl
Примечания
1. Завиша (Быдгощ) не получила лицензию на игру в сезоне 2016-17 и была отстранена от всех соревнований[1].
2. Дольцан (Зомбки) был расформирован в ходе сезона 2015-16[2].
3. Окоцимский (Бжеско) был расформирован в ходе сезона 2015-16[3].

## Раунды и жеребьёвка
| Раунд                 | Жеребьёвка   | Первая игра                         | Вторая игра    |
| --------------------- | ------------ | ----------------------------------- | -------------- |
| Предварительный раунд | 24 июня 2016 | 16-17 июля 2016                     | —              |
| Первый раунд          | 24 июня 2016 | 23-24 июля 2016                     | —              |
| 1/16 финала           | 25 июля 2016 | 10 августа 2016                     | —              |
| 1/8 финала            | 25 июля 2016 | 21 сентября 2016                    | —              |
| 1/4 финала            | 25 июля 2016 | 26 октября 2016                     | 30 ноября 2016 |
| Полуфинал             | декабрь 2016 | 1 марта 2017                        | 5 апреля 2017  |
| Финал                 | декабрь 2016 | 2 мая 2017 на Национальном стадионе | —              |

Источник: 90minut.pl

## Предварительный раунд
Номер в скобках означает уровень лиги, в которой команда играет в сезоне 2016-17.
| Команда 1                        | Результат                              | Команда 2                              |
| -------------------------------- | -------------------------------------- | -------------------------------------- |
| Роминта (Голдап) (5)             | автоматически прошли в следующий раунд | автоматически прошли в следующий раунд |
| KSZO (Островец-Свентокшиски) (4) | автоматически прошли в следующий раунд | автоматически прошли в следующий раунд |
| 15 июля 2016                     |                                        |                                        |
| Надвислян (Гура) (4)             | 0:3 (т.п.)                             | Легионовия (3)                         |
| Ракув (Ченстохова) (3)           | 2:1 (д.в.)                             | Висла (Пулавы) (2)                     |
| 16 июля 2016                     |                                        |                                        |
| Стилон (Гожув-Велькопольски) (5) | 0:3                                    | Погонь (Седльце) (2)                   |
| Лехия (Томашув-Мазовецкий) (4)   | 0:2                                    | Сталь (Мелец) (2)                      |
| ŁKS (Ломжа) (4)                  | 2:3 (д.в.)                             | GKS (Тыхы) (2)                         |
| Влокнярж (Калиш) (4)             | 5:4 (д.в.)                             | СК Ключборк (2)                        |
| Вда (Свеце) (4)                  | 3:0                                    | Розвой (Катовице) (3)                  |
| GKS (Ястшембе) (4)               | 1:0                                    | Олимпия (Грудзёндз) (2)                |
| СК Ярослав (4)                   | 2:3 (д.в.)                             | ФК ROW 1964 (Рыбник) (3)               |
| Одра (Ополе) (3)                 | 0:3                                    | Сярка (Тарнобжег) (3)                  |
| Медзь II (Легница) (4)           | 1:4                                    | GKS (Белхатув) (3)                     |
| Гарбарня (Краков) (4)            | 0:1                                    | Пуща (Неполомице) (3)                  |
| Хельмянка (5)                    | 1:3 (д.в.)                             | Олимпия (Замбрув) (3)                  |
| Свит (Новы-Двур-Мазовецки) (4)   | 2:1                                    | Знич (Прушкув) (2)                     |
| Погонь (Лемборк) (4)             | 0:6                                    | Котвица (Колобжег) (3)                 |
| Радомяк (3)                      | 4:0                                    | Сталь (Сталёва-Воля) (3)               |
| Бленкитны (Старгард) (3)         | 4:1                                    | Грыф (Вейхерово) (4)                   |
| 17 июля 2016                     |                                        |                                        |
| Свит (Сколвин) (4)               | 0:0 (4:5 п.)                           | Полония (Бытом) (3)                    |

Примечания
1. Надвислян (Гура) отказался от участия в турнире. Клубу засчитано техническое поражение[5].

## Первый раунд
Номер в скобках означает уровень лиги, в которой команда играет в сезоне 2016-17.
| Команда 1                        | Результат                                | Команда 2                                |
| -------------------------------- | ---------------------------------------- | ---------------------------------------- |
| GKS (Ястшембе) (4)               | автоматически проходит в следующий раунд | автоматически проходит в следующий раунд |
| 22 июля 2016                     |                                          |                                          |
| Радомяк (3)                      | 1:0                                      | GKS (Катовице) (2)                       |
| ФК ROW 1964 (Рыбник) (3)         | 1:3                                      | Стомиль (Ольштын) (2)                    |
| 23 июля 2016                     |                                          |                                          |
| Свит (Новы-Двур-Мазовецки) (4)   | 0:1                                      | Вигры (Сувалки) (2)                      |
| Котвица (Колобжег) (3)           | 2:3                                      | Хойничанка (2)                           |
| Ракув (Ченстохова) (3)           | 2:2 (п. 6:5)                             | Хробры (Глогув) (2)                      |
| Сярка (Тарнобжег) (3)            | 2:4 (д.в.)                               | Сандецья (Новы-Сонч) (2)                 |
| GKS (Белхатув) (3)               | 1:1 (п. 6:7)                             | Медзь (Легница) (2)                      |
| Легионовия (3)                   | 0:3                                      | Заглембе (Сосновец) (2)                  |
| Бленкитны (Старгард) (3)         | 1:2                                      | Бытовия (2)                              |
| KSZO (Островец-Свентокшиски) (4) | 2:1 (д.в.)                               | Погонь (Седльце) (2)                     |
| Влокнярж (Калиш) (4)             | 1:0                                      | Полония (Бытом) (3)                      |
| Вда (Свеце) (4)                  | 1:2 (д.в.)                               | Пуща (Неполомице) (3)                    |
| Олимпия (Замбрув) (3)            | 2:1                                      | GKS (Тыхы) (2)                           |
| 26 июля 2016                     |                                          |                                          |
| Роминта (Голдап) (5)             | 1:4                                      | Арка (Гдыня) (1)                         |
| 27 июля 2016                     |                                          |                                          |
| Сталь (Мелец) (2)                | 4:3                                      | Висла (Плоцк) (1)                        |

## 1/16 финала
Номер в скобках означает уровень лиги, в которой команда играет в сезоне 2016-17.
| Команда 1                        | Результат      | Команда 2                       |
| 9 августа 2016                   | 9 августа 2016 | 9 августа 2016                  |
| -------------------------------- | -------------- | ------------------------------- |
| Вигры (Сувалки) (2)              | 2:1            | Брук-Бет Термалица (Нецеча) (1) |
| Медзь (Легница) (2)              | 2:3            | Гурник (Ленчна) (1)             |
| Олимпия (Замбрув) (3)            | 0:1            | Арка (Гдыня) (1)                |
| KSZO (Островец-Свентокшиски) (4) | 3:2            | Ракув (Ченстохова) (3)          |
| Подбескидзе (Бельско-Бяла) (2)   | 0:3            | Лех (Познань) (1)               |
| Заглембе (Сосновец) (2)          | 2:3 (д.в.)     | Висла (Краков) (1)              |
| Краковия (1)                     | 0:1            | Ягеллония (Белосток) (1)        |
| Пуща (Неполомице) (3)            | 1:1 (п. 3:2)   | Корона (Кельце) (1)             |
| 10 августа 2016                  |                |                                 |
| Гурник (Забже) (2)               | 3:2 (д.в.)     | Легия (Варшава) (1)             |
| GKS (Ястшембе) (4)               | 2:1            | Радомяк (3)                     |
| Бытовия (2)                      | 1:0            | Заглембе (Любин) (1)            |
| Сандецья (Новы-Сонч) (2)         | 1:2 (д.в.)     | Шлёнск (Вроцлав) (1)            |
| Хойничанка (2)                   | 2:0            | Сталь (Мелец) (2)               |
| Влокнярж (Калиш) (4)             | 0:4            | Погонь (Щецин) (1)              |
| 11 августа 2016                  |                |                                 |
| Стомиль (Ольштын) (2)            | 0:0 (6:7 п.)   | Рух (Хожув) (1)                 |
| 24 августа 2016                  |                |                                 |
| Пяст (Гливице) (1)               | 0:0 (3:5 п.)   | Лехия (Гданьск) (1)             |

## 1/8 финала
Номер в скобках означает уровень лиги, в которой команда играет в сезоне 2016-17.
| Команда 1                        | Результат        | Команда 2                |
| 20 сентября 2016                 | 20 сентября 2016 | 20 сентября 2016         |
| -------------------------------- | ---------------- | ------------------------ |
| Гурник (Забже) (2)               | 0:2              | Вигры (Сувалки) (2)      |
| GKS (Ястшембе) (4)               | 1:1 (п. 7:6)     | Гурник (Ленчна) (1)      |
| 21 сентября 2016                 |                  |                          |
| Рух (Хожув) (1)                  | 0:3              | Лех (Познань) (1)        |
| Пуща (Неполомице) (3)            | 1:1 (п. 4:2)     | Лехия (Гданьск) (1)      |
| 22 сентября 2016                 |                  |                          |
| KSZO (Островец-Свентокшиски) (4) | 1:2              | Арка (Гдыня) (1)         |
| Бытовия (2)                      | 3:0              | Шлёнск (Вроцлав) (1)     |
| 27 сентября 2016                 |                  |                          |
| Хойничанка (2)                   | 1:2              | Висла (Краков) (1)       |
| 28 сентября 2016                 |                  |                          |
| Погонь (Щецин) (1)               | 4:1              | Ягеллония (Белосток) (1) |

## 1/4 финала
Номер в скобках означает уровень лиги, в которой команда играет в сезоне 2016-17.
| Команда 1             | Итог       | Команда 2           | 1-й матч | 2-й матч |
| --------------------- | ---------- | ------------------- | -------- | -------- |
| GKS (Ястшембе) (4)    | 2:3        | Вигры (Сувалки) (2) | 1:2      | 1:1      |
| Бытовия (2)           | 2:2 (г.в.) | Арка (Гдыня) (1)    | 2:1      | 0:1      |
| Лех (Познань) (1)     | 5:3        | Висла (Краков) (1)  | 1:1      | 4:2      |
| Пуща (Неполомице) (3) | 1:4        | Погонь (Щецин) (1)  | 1:2      | 0:2      |

## 1/2 финала
Номер в скобках означает уровень лиги, в которой команда играет в сезоне 2016-17.
| Команда 1           | Итог | Команда 2          | 1-й матч | 2-й матч |
| ------------------- | ---- | ------------------ | -------- | -------- |
| Лех (Познань) (1)   | 4:0  | Погонь (Щецин) (1) | 3:0      | 1:0      |
| Вигры (Сувалки) (2) | 4:5  | Арка (Гдыня) (1)   | 0:3      | 4:2      |

## Финал
Номер в скобках означает уровень лиги, в которой команда играет в сезоне 2016-17.
| Команда 1                                 | Результат                                 | Команда 2                                 |
| 2 мая 2017 Национальный стадион (Варшава) | 2 мая 2017 Национальный стадион (Варшава) | 2 мая 2017 Национальный стадион (Варшава) |
| ----------------------------------------- | ----------------------------------------- | ----------------------------------------- |
| Лех (Познань) (1)                         | 1:2,(дв. 0:0)                             | Арка (Гдыня) (1)                          |